# Joaquim de Almeida
Joaquim de Almeida (Lisboa, 15 de marzo de 1957) es un actor portugués.

## Carrera
Abandonó el Curso de Teatro en la Escola Superior de Teatro e Cinema de Lisboa, partiendo a los Estados Unidos, donde recibió formación en el Lee Strasberg Theatre and Film Institute, en Nueva York. Trabajó en teatro en la New York Shakespeare Productions, participando en las obras Bodas de sangre, What Would Jeanne Moreau Do (WPA Theatre) y El conde de Monte Cristo.
Joaquim de Almeida es uno de los actores portugueses más internacional con trabajos en el cine en seis idiomas, junto a diversos nombres del mundo cinematográfico, como Michael Caine, Richard Gere y Bob Hoskins en El cónsul honorario (1983), Isabelle Huppert en Milan noir (1987), Ángela Molina en Sandino (1990), Harrison Ford en Peligro Inminente (1994), Antonio Banderas y Salma Hayek en Desperado (1995), Marcello Mastroianni en Sostiene Pereira (1996), Owen Wilson y Gene Hackman en Tras la línea enemiga (2001) y Daryl Hannah en Yo, puta (2004).
Son celebradas sus interpretaciones como un latino de bajo mundo en películas como Good morning, Babilonia (1987), de los hermanos Taviani, y The Soldier (1982), de James Glickenhaus. Retrato de Família, de Luís Galvão Telles (1991) le valió el Premio al Mejor Actor en el Festival de Cine de El Cairo. En Portugal, su participación en Tentação (1998), del realizador Joaquim Leitão, le valió un Globo de Ouro en la categoría de Mejor Actor.
En 2004 formó parte del reparto en doce episodios de la serie de culto estadounidense 24, protagonizada por Kiefer Sutherland. También ha participado en otras series como Miami Vice (1985), Nikita (1997) y El ala oeste de la Casa Blanca (2004).

## Filmografía

### Cine
- 1982: The Soldier, de James Glickenhaus.
- 1983: El cónsul honorario, de John Mackenzie.
- 1987:
  - Good morning, Babilonia, de Paolo y Vittorio Taviani.
  - The Sun and the Moon, de Kevin Conway.
  - Milan noir, de Ronald Chammah.
  - Repórter X, de José Nascimento.
- 1988: 
  - Terre Saccrée, de Emilio Pacull.
  - Love Dream, de Charles Finch.
- 1989:
  - Disamistade, de Gianfranco Cabiddu.
  - Les Deux Fragonard, de Philippe Le Guay.
- 1990:
  - Segno di Fuoco, de Nino Bizzarri.
  - A Ilha, de Joaquim Leitão.
  - Sandino, de Miguel Littin.
- 1991:
  - Amor e Dedinhos de Pé, de Luís Filipe Rocha.
  - Aqui D'El Rei!, de António Pedro Vasconcelos.
  - El día que nací yo, de Pedro Olea.
  - Retrato de Família, de Luís Galvão Teles.
  - El rey pasmado, Imanol Uribe.
  - A Idade Maior, de Teresa Villaverde.
- 1992:
  - Una estación de paso, de Gracia Querejeta.
  - El maestro de esgrima, de Pedro Olea.
  - Terra Fria, de António Campos.
- 1993:
  - El baile de las ánimas, de Pedro Carvajal.
  - Amok, de Joël Farges.
  - Sombras en una batalla, de Mario Camus.
- 1994:
  - Sólo tú, de Norman Jewison
  - Peligro inminente, de Phillip Noyce.
  - Uma Vida Normal, de Joaquim Leitão.
- 1995: Sostiene Pereira, de Roberto Faenza.
- 1995:
  - Desperado, de Robert Rodriguez.
  - Adão e Eva, de Joaquim Leitão.
- 1997:
  - Corazón loco, de Antonio del Real.
  - Tentação, de Joaquim Leitão.
  - Elles, de Luís Galvão Telles.
- 1998:
  - On the Run, de Bruno de Almeida.
  - La cucaracha, de Jack Perez.
- 1999:
  - Camino de Santiago, de Robert Young.
  - Vendetta, de Nicholas Meyer.
  - No Vacancy, de Marius Balchunas.
  - O xangô de Baker Street, de Miguel Faria Jr.
  - Inferno, de Joaquim Leitão.
  - One Man's Hero, de Lance Hool.
- 2000:
  - Água e sal, de Teresa Villaverde.
  - Capitanes de abril, de Maria de Medeiros.
- 2001:
  - Tras la línea enemiga, de John Moore.
  - Stranded: Náufragos, de María Lidón.
  - La voz de su amo, de Emilio Martínez Lázaro.
  - O Xangô de Baker Street de Miguel Faria Jr.
- 2002:
  - Entre Chiens et Loups, de Alexandre Arcady.
  - Sueurs, de Louis-Pascal Couvelaire.
- 2003:
  - Il Fuggiasco, de Andrea Manni.
  - Os Imortais, de António Pedro Vasconcelos.
- 2004: Yo, puta, de María Lidón.
- 2005:
  - Um Tiro no Escuro, de Leonel Vieira.
  - Thanks to Gravity, de Rafael Escolar.
  - Blue Sombrero, de Douglas Freel.
- 2006:
  - El corazón de la tierra, de Antonio Cuadri.
  - Saints Row, de Douglas Carrigan y Zach Hanks.
  - 53 días de invierno, de Judith Colell.
  - The Celestine Prophecy, de Armand Mastroianni.
  - Moscow Zero de María Lidón.
- 2007:
  - The Death and Life of Bobby Z de John Herzfeld.
  - The Lovebirds de Bruno de Almeida.
  - La Cucina de A. W. Gryphon.
  - Call Girl de António-Pedro Vasconcelos.
- 2008:
  - Óscar, una pasión surrealista, de Lucas Fernández.
  - The Burning Plain, de Guillermo Arriaga.
  - Che de Steven Soderbergh.
  - La conjura de El Escorial de Antonio del Real.
- 2009:
  - Dinero sagrado de Maxime Alexandre.
- 2010:
  - Christopher Roth de Maxime Alexandre.
  - Backlight de Fernando Fragata.
  - The Way de Emilio Estévez.
- 2011:
  - Fast Five (Rápido y furioso: 5in control en Latinoamérica; A todo gas 5 en España) de Justin Lin.
  - Mamitas de Nicholas Ozeki.
- 2013:
  - Tres 60, de Alejandro Ezcurdia.
  - La jaula dorada, de Ruben Alves.
  - Robosapien: Rebooted de Sean McNamara.
- 2014:
  - 3 Holes and a Smoking Gun de Hilarion Banks.
  - Atlas Shrugged Part III: Who Is John Galt? de J. James Manera.
  - Of Mind and Music de Richie Adams.
- 2015:
  - O Duelo, de Marcos Jorge.
  - A Date with Miss Fortune de John L'Ecuyer.
  -  Our Brand Is Crisis, de David Gordon Green.
  -  Diablo de Lawrence Roeck.
- 2017
  - The Hitman's Bodyguard, de Patrick Hughes.
  - Downsizing de Alexander Payne.
- 2018:
  - Breaking & Exiting de Peter Facinelli.
  - The Legion de Jose Magan.
  -  Fátima de Marco Pontecorvo
- 2021:
  - Land of Dreams de Shoja Azari y Shirin Neshat
- 2023:
  - Missing de Nick Johnson y Will Merrick
  - El palacio de Roman Polanski
  - Fast X de Louis Leterrier

### Televisión
| Año       | Título                         | Papel                        | Notas                                                                                          |
| --------- | ------------------------------ | ---------------------------- | ---------------------------------------------------------------------------------------------- |
| 1985      | Miami Vice                     | Roberto "Nico" Arroyo        | 1 episodio: "Bought and Paid For"                                                              |
| 1996      | Dead Man's Walk                | Maj. Laroche                 | 1 episodio                                                                                     |
| 1996-1997 | Nostromo                       | Coronel Sotillo              | Miniserie                                                                                      |
| 1998      | La femme Nikita                | Joaquim Armel                | 1 episodio: "Psychic Pilgrim"                                                                  |
| 1999      | Camino de Santiago             | Gonzalo Leyva                | Miniserie                                                                                      |
| 2000      | Falcone                        | Caesar Nicoletti             | 1 episodio                                                                                     |
| 2003      | Kingpin                        | Barón de la droga colombiano | 1 episodio                                                                                     |
| 2003-2004 | 24                             | Ramon Salazar                | 12 episodios Nominado - Premio del Sindicato de Actores al mejor reparto de televisión - Drama |
| 2004      | El ala oeste de la Casa Blanca | Carlos Carrio                | 1 episodio: "Slow News Day".                                                                   |
| 2005      | Wanted                         | Capitán Manuel Valenza       | 7 episodios                                                                                    |
| 2007      | CSI: Miami                     | Joseph Trevi                 | 1 episodio: "Man Down".                                                                        |
| 2008      | Crusoe                         | Santos Santana               | 3 episodios                                                                                    |
| 2010      | Vuelo IL8714                   | Cazador                      | Miniserie                                                                                      |
| 2010      | República                      | Henrique                     | Miniserie                                                                                      |
| 2010      | Parenthood                     | Matthew Biscali              | 2 episodios                                                                                    |
| 2011      | The Glades                     | Alvaro Saldivar              | 1 episodio: "Family Matters"                                                                   |
| 2011      | Rosa Fogo                      | Horácio Gomes                | 1 episodio                                                                                     |
| 2012      | The Mentalist                  | Gabriel Porchetto            | 1 episodio: "My Bloody Valentine".                                                             |
| 2012      | Missing                        | Antoine Lussier              | 3 episodio                                                                                     |
| 2012      | Revenge                        | Salvador Grobet              | 1 episodio: "Revelations"                                                                      |
| 2012-2013 | Rouge Brazil                   | João da Silva                | Miniserie                                                                                      |
| 2013      | Érase una vez                  | Rey Xavier                   | 1 episodio: "The Miller's Daughter".                                                           |
| 2013      | Bones                          | Raphael Valenza              | 1 episodio: "The Nazi on the Honeymoon".                                                       |
| 2014      | Revolution                     | Luis Nunez                   | 1 episodio: "Mis Dos Padres".                                                                  |
| 2015      | Santa Bárbara                  | Marcelo Vidal                | 1 episodio                                                                                     |
| 2016-2018 | Queen of the South             | Don Epifanio Vargas          | Elenco principal                                                                               |
| 2017      | Training Day                   | Menjivar                     | 2 episodios                                                                                    |
| 2018      | Elementary                     | Cal Medina                   | 1 episodio: "Breathe"                                                                          |
| 2020-2022 | Warrior Nun                    | Cardenal Duretti             | 9 episodios                                                                                    |

## Premios
Saraqusta Film Festival
| Año  | Categoría        | Resultado |
| ---- | ---------------- | --------- |
| 2023 | Premio Saraqusta | Ganador   |